# Cephalobus oryzae
Cephalobus oryzae är en rundmaskart. Cephalobus oryzae ingår i släktet Cephalobus och familjen Cephalobidae. Inga underarter finns listade i Catalogue of Life.